# ジャンヌ・デヴルー
ジャンヌ・デヴルー（Jeanne d'Évreux, 1310年 - 1371年3月4日）は、フランス王シャルル4世の3度目の王妃。

## 生涯
ルイ・デヴルー（エヴルー伯ルイ、フィリップ4世の異母弟）とマルグリット・ダルトワの末子として生まれた。兄にルイ10世（シャルル4世の兄）の娘ジャンヌと結婚してナバラ王となったフィリップ・デヴルーがいる。
従兄のシャルルと、1324年にアネ＝シュル＝マルヌで結婚したが、2年後の1328年に死別した。シャルルとの間に生まれたのは、夭逝した長女ジャンヌと次女マリー、夫の死後に生まれた三女ブランシュと女子のみで、カペー家直系の男子は絶えた。王位を継承したのはヴァロワ家のフィリップ6世であるが、その2番目の王妃ブランシュ・デヴルーは兄フィリップ・デヴルーの次女である。また、娘ブランシュはフィリップ6世の息子オルレアン公フィリップ・ド・ヴァロワと結婚した。
ジャンヌが用いた礼拝用の本（メトロポリタン美術館蔵）と、小さな銀製の聖母子像（ルーヴル美術館蔵）が今も残っている。夫の死後は祈りの生活に入り、ブリー＝コント＝ロベール（現在のセーヌ＝エ＝マルヌ県）で死去した。